# Атлант (архитектура)
За титана Атлас вижте статията Атлас.
Атлантът (от гръцки Атлас, по името на митологичния титан Атлас от древногръцката митология) в изкуството е скулптурна мъжка фигура, служеща като колона, подпираща издадени архитектурни части: балкон, навес над портал или еркерна част от етаж. Пред порта обикновено се поставят по два атланта.
Традицията да се поставят атланти идва от древногръцкото изкуство, но става популярна едва в ново време.
- Атланти в стил Ар нуво, Познан
- Атланти на площад „Давиа Баргелини“, Болоня